# Коннад Лівша
Коннад Лівша (Коннад мак Конайлл; гельської. Connad mac Conaill, англ. Connad Cerr, помер у 629) — король гельської королівства Дал Ріад, що правив на початку VII сторіччя. Син Коналл I. Імовірно, правил спільно з Еохайда I в 626–629 роках.
Сином Коннада був Ферхар I, пізніше також займав престол Дал Ріади.